# Daniel Montoya

Montoya (2.v.l.) neben Gerit Kling im Theater am Kurfürstendamm

Szenenfoto: Daniel Montoya mit Suzanne von Borsody in Verdammt lang her

Daniel Montoya (* 4. März 1978 in München) ist ein Schauspieler, Synchronregisseur, Sprecher, Dialogbuchautor, Coach und Poet.

## Leben
Montoya ist in München geboren und aufgewachsen. Seine Eltern waren spanische Gastarbeiter. Nach dem Abitur studierte er von 1998 bis 2002 Schauspiel an der Otto-Falckenberg-Schule. Engagements führten ihn auf unterschiedliche deutschsprachige Theaterbühnen wie z. B. die Bad Hersfelder Festspiele und dem Schauspielhaus Essen.
Dezember 2006 war er in der Inszenierung von Verdammt lang her im Renaissance-Theater Berlin neben Suzanne von Borsody und Victor Schefé zu sehen. Im Mai 2009 hatte Daniel Montoya neben Gerit Kling Premiere im Boulevardstück Shoppen im Theater am Kurfürstendamm in Berlin. Regelmäßig dreht Montoya für Film und Fernsehen.
Seit 2018 ist er außerdem als Synchronregisseur und Dialogbuchautor tätig.
Er schreibt Gedichte und Theatertexte. Sein erstes Gedichtband „Gedichte, die guttun“ wurde 2023 veröffentlicht.

## Fernsehen (Auswahl)
- 2002: So schnell Du kannst (ZDF)
- 2002: Das Lächeln (SAT.1)
- 2009: Marienhof (ARD)
- 2009: Blondinenträume (BR)
- 2009: Der heilige Antonius und die Liebe (ARD)
- 2010: Ich bin Boes (Sat 1)
- 2010: SOKO 5113 (ZDF)
- 2011: Pilgerfahrt nach Padua
- 2011: Und dennoch lieben wir (ARD)
- 2011: Was machen Frauen morgens um halb vier? (Kino)
- 2011: Die Rosenheim-Cops (ZDF)
- 2011: Die Windtscheids (ZDF)
- 2012: Un suave olor a canela (Kino)
- 2012: Die Rosenheim-Cops – Die letzte Sendung
- 2014: SOKO Wismar (ZDF)
- 2015: SOKO Köln (ZDF)
- 2015: Die Rosenheim-Cops – Eiskalt abserviert
- 2016: Zweibettzimmer (ZDF)
- 2019: Das Damengambit (The Queen’s Gambit, Netflix)

## Synchronrollen (Auswahl)

### Filme
- 2005: Nuit Noire – Mweze N'Ganguara als Gärtner
- 2006: Simon Says – Chriss Cunningham als Stanley (jung)
- 2007: Careless – Godfrey als Sabio
- 2008: Sex and the City – Der Film – Rene L. Moreno als Felix
- 2008: Mamma Mia! – Chris Jarvis als Eddie
- 2009: Spielsüchtig – Mathieu Barbet als Krankenpfleger
- 2010: All About Evil – Anthony Fitzgerald als Gene
- 2010: Run for Her Life – Cesar Ramos als Ines
- 2012: Payback – Tag der Rache – Aymen Hamdouchi als Kamal
- 2013: Evil Feed – Curtis Lum als Pete
- 2013: The Counselor – Richard Cabral als Junger Biker
- 2014: Five Thirteen – Danny Arroyo als Walter
- 2015: Experimenter – Edoardo Ballerini als Paul Hollander
- 2016: Kindergarten Cop 2 – Michael Adamthwaite als Sokol
- 2016: The Shallows – Gefahr aus der Tiefe – Angelo Josue Lozano Corzo als Surfer
- 2024: Konklave

### Serien
- 2008: Ghost Whisperer – Stimmen aus dem Jenseits – Kelvin Yu als Joseph
- 2015: River – Adeel Akhtar als Ira King
- 2015–2019: Broad City – Arturo Castro als Jaime Castro
- 2015–2017: Teen Wolf – Ryan Kelley als Deputy Jordan Parrish
- 2015–2020: Power – Vinicius Machado als Nomar Arcielo

## Theater
- 2002: Die Schlündelgründler – Schauburg München
- 2003: Roberto Zucco – Münchener Kammerspiele
- 2003: Kabale und Liebe – Sommertheater Ludwigsburg
- 2003–2005: diverse: – Städtische Bühnen Osnabrück
- 2006: Geheime Freunde – Städtische Bühnen Münster
- 2006: Die Dreigroschenoper – Festspiele Bad Hersfeld
- 2006: Die Räuber – Schauspiel Essen
- 2006–2009: Verdammt lang her – Renaissance-Theater Berlin
- 2008: Albertine – Volksbühne Berlin
- 2009: Shoppen – Theater am Kurfürstendamm Berlin
- 2011: Shoppen – Winterhuder Fährhaus, Hamburg
- 2012–2013: diverse – Gandersheimer Domfestspiele
- 2013: Lulu – Stadttheater Fürth
- 2014: Bühne für Menschenrechte, Berlin
- 2015: Amadeus – Schlossparktheater Berlin

## Hörspiele/Feature (Auswahl)
- 2010: Elisabeth Herrmann: Schlick. Regie: Sven Stricker (Radio-Tatort – NDR)
- 2015: Tom Hillenbrand: Rotes Gold – Regie: Martin Engler (Kriminalhörspiel – DKultur)
- Herr Lehmann; Regie: Sven Stricker; der Hörverlag
- Eiskalt wie der Tod; Regie: Sven Stricker; der Hörverlag
- Perry Rhodan; Regie: Simon Bertling; STIL GbR
- Epizentrum; Regie: Antje Vowinckel; NDR
- Zeit aus den Fugen; Regie: Marina Dietz; Bayerischer Rundfunk
- Zorro – Der Fluch von Capistrano; Regie: HerlmutPeschina; Bayerischer Rundfunk
- Drei !!!; Regie: Thomas Karallus; Fährhauston
- Marc Brandis; Regie: Balthasar von Weymarn; Interplanar Production
- Die Ziege; Regie: Christine Nagel; NDR
- Doctor Medacci; Deutschlandradio Kultur
- Wurfsendung; Deutschlandradio
- Metamorphosen; Deutschlandradio; Regie: Heike Tauch;
- Geizhälse, Angeber, pfiffige Diener und Verliebte; Radio Kakadu; Regie: Christine Nagel
- Operation Bolero. Das spanische Kollektiv in Ost-Berlin; Deutschlandradio/MDR; Regie: Rilo Chmielorz
- Perry Rhodan; Dorian Hunter, Folge 36–39; Zaubermond; Regie: Dennis Ehrhardt

## Synchronregie/Dialogbuchautor (Auswahl)
ab 2018
- Whiskey Cavalier (Interopa/Pro 7)
- Gente que viene y Bah (BSG/Netflix)
- Dias de navidad (Interopa/Netflix)
- Thunderbirds are go (Interopa/Amazon)
- Si no te hubiese conocido (BSG/Netflix)
- Etwas ganz Großes (Netflix)
- Short circuit (BSG/Disney)
- Upload (Scalamedia/Amazon Prime)
- Der Schacht (Interopa/Netflix)
- WASP-Network (Interopa/Netflix)
- Tesla (Scalamedia/Kino)
- Sky Rojo (FFS/Netflix)

## Hörbuch
- Im Namen des Drachen (Terminal 3)
- Das geheime Vermächtnis des Pan (Die Pan-Trilogie 1)